# Fenerbahçe Spor Kulübü 2021-2022 (calcio)
Questa pagina raccoglie i dati riguardanti la sezione calcistica del Fenerbahçe Spor Kulübü nelle competizioni ufficiali della stagione 2021-2022.

## Maglie e divise
| Casa | Trasferta | Terza Divisa |

## Rosa
In corsivo i calciatori ceduti durante la stagione.
| N. |                          | Ruolo | Calciatore        |
| -- | ------------------------ | ----- | ----------------- |
| 1  | Turchia (bandiera)       | P     | Altay Bayındır    |
| 3  | Corea del Sud (bandiera) | D     | Kim Min-jae       |
| 4  | Turchia (bandiera)       | D     | Serdar Aziz       |
| 5  | Argentina (bandiera)     | C     | José Ernesto Sosa |
| 6  | Germania (bandiera)      | C     | Max Meyer         |
| 7  | Paesi Bassi (bandiera)   | C     | Ozan Tufan        |
| 8  | Turchia (bandiera)       | C     | Mert Hakan Yandaş |
| 9  | Uruguay (bandiera)       | A     | Diego Rossi       |
| 10 | Germania (bandiera)      | C     | Mesut Özil        |
| 11 | Germania (bandiera)      | A     | Mërgim Berisha    |
| 13 | Ecuador (bandiera)       | A     | Enner Valencia    |
| 14 | Grecia (bandiera)        | C     | Dimitrios Pelkas  |
| 15 | Tanzania (bandiera)      | A     | Mbwana Samatta    |
| 16 | Turchia (bandiera)       | D     | Ferdi Kadıoğlu    |
| 17 | Turchia (bandiera)       | C     | İrfan Kahveci     |
| 19 | Germania (bandiera)      | A     | Serdar Dursun     |
| 20 | Brasile (bandiera)       | C     | Luiz Gustavo      |

| N. |                               | Ruolo | Calciatore            |
| -- | ----------------------------- | ----- | --------------------- |
| 21 | Nigeria (bandiera)            | C     | Bright Osayi-Samuel   |
| 23 | Turchia (bandiera)            | C     | Muhammed Gümüşkaya    |
| 25 | Turchia (bandiera)            | C     | Arda Güler            |
| 26 | Slovenia (bandiera)           | C     | Miha Zajc             |
| 27 | Portogallo (bandiera)         | C     | Miguel Crespo         |
| 30 | Turchia (bandiera)            | D     | Nazim Sangaré         |
| 32 | RD del Congo (bandiera)       | D     | Marcel Tisserand      |
| 33 | Turchia (bandiera)            | D     | Çağtay Kurukalıp      |
| 35 | Turchia (bandiera)            | P     | Berke Özer            |
| 37 | Rep. Ceca (bandiera)          | A     | Filip Novák           |
| 41 | Ungheria (bandiera)           | D     | Attila Szalai         |
| 44 | Inghilterra (bandiera)        | D     | Steven Caulker        |
| 54 | Turchia (bandiera)            | P     | Ertuğrul Çetin        |
| 77 | Turchia (bandiera)            | C     | Burak Kapacak         |
| 80 | Turchia (bandiera)            | C     | Fatih Yiğit Şanlıtürk |
| 99 | Macedonia del Nord (bandiera) | C     | Arda Okan Kurtulan    |

## Calciomercato

### Sessione estiva
| Acquisti         | Acquisti            | Acquisti            | Acquisti                    |
| R.               | Nome                | da                  | Modalità                    |
| ---------------- | ------------------- | ------------------- | --------------------------- |
| A                | Diego Rossi         | Los Angeles FC      | prestito                    |
| A                | Mbwana Samatta      | Aston Villa         | definitivo (6 milioni €)    |
| A                | Mërgim Berisha      | Salisburgo          | definitivo (5 milioni €)    |
| D                | Kim Min-jae         | Beijing Guoan       | definitivo (3 milioni €)    |
| D                | Miguel Crespo       | Estoril Praia       | definitivo (1,5 milioni €)  |
| A                | Burak Kapacak       | Bursaspor           | definitivo (1,35 milioni €) |
| D                | Steven Caulker      | Alanyaspor          | gratuito                    |
| A                | Serdar Dursun       | Darmstadt           | gratuito                    |
| C                | Max Meyer           | Colonia             | gratuito                    |
| D                | Çağtay Kurukalıp    | Kasımpaşa           | gratuito                    |
| Altre operazioni |                     |                     |                             |
| R.               | Nome                | da                  | Modalità                    |
| C                | Deniz Türüc         | İstanbul Başakşehir | fine prestito               |
| C                | Miha Zajc           | Genoa               | fine prestito               |
| A                | Michael Frey        | KSK Beveren         | fine prestito               |
| A                | Kemal Ademi         | Fatih Karagümrük    | fine prestito               |
| D                | Mathias Jørgensen   | Copenaghen          | fine prestito               |
| P                | Berke Özer          | Westerlo            | fine prestito               |
| C                | Oğuz Kağan Güçtekin | Konyaspor           | fine prestito               |
| C                | Barış Alıcı         | Westerlo            | fine prestito               |
| C                | İsmail Yüksek       | Adana Demirspor     | fine prestito               |
| D                | Serhat Ahmetoğlu    | Fatih Karagümrük    | fine prestito               |
| C                | Muhammed Gümüşkaya  | Boluspor            | fine prestito               |
| A                | Nabil Dirar         | Club Bruges         | fine prestito               |
| D                | Murat Saglam        | Çaykur Rizespor     | fine prestito               |
| C                | Eyüp Akcan          | Tarsus İdman Yurdu  | fine prestito               |
| A                | Baris Sungur        | Muğlaspor           | fine prestito               |

| Cessioni | Cessioni            | Cessioni            | Cessioni                   |
| R.       | Nome                | da                  | Modalità                   |
| -------- | ------------------- | ------------------- | -------------------------- |
| A        | Michael Frey        | Anversa             | definitivo (2 milioni €)   |
| A        | Mame Thiam          | Kayserispor         | definitivo (1,5 milioni €) |
| A        | Ozan Tufan          | Watford             | prestito (1 milione €)     |
| A        | Kemal Ademi         | Chimki              | definitivo (800 mila €)    |
| D        | Sadık Çiftpınar     | Malatyaspor         | definitivo (760 mila €)    |
| C        | Deniz Türüc         | İstanbul Başakşehir | gratuito                   |
| D        | Caner Erkin         | Fatih Karagümrük    | gratuito                   |
| D        | Mathias Jørgensen   | Brentford           | gratuito                   |
| C        | Ömer Faruk Beyaz    | Stoccarda           | gratuito                   |
| D        | Gökhan Gönül        | Çaykur Rizespor     | gratuito                   |
| P        | Harun Tekin         | Kasımpaşa           | gratuito                   |
| A        | Nabil Dirar         | Kasımpaşa           | gratuito                   |
| P        | Oytun Özdoğan       | Malatyaspor         | gratuito                   |
| A        | Barış Alıcı         | Gençlerbirliği      | draft                      |
| P        | Oğuz Kağan Güçtekin | Malatyaspor         | n.d.                       |
| D        | Steven Caulker      | Gaziantep           | prestito                   |
| A        | Mbwana Samatta      | Anversa             | prestito                   |
| D        | Mauricio Lemos      | Beerschot VA        | prestito                   |
| C        | İsmail Yüksek       | Bursaspor           | prestito                   |
| C        | Eyüp Akcan          | Zonguldak Komurspor | prestito                   |
| A        | Baris Sungur        | Karşıyaka           | prestito                   |
| A        | Diego Perotti       |                     | svincolato                 |
| A        | Papiss Cissé        |                     | svincolato                 |

### Sessione invernale
| Acquisti | Acquisti              | Acquisti  | Acquisti      |
| R.       | Nome                  | da        | Modalità      |
| -------- | --------------------- | --------- | ------------- |
| A        | Ozan Tufan            | Watford   | fine prestito |
| A        | Allahyar Sayyadmanesh | Zorja     | fine prestito |
| A        | Baris Sungur          | Karşıyaka | fine prestito |

| Cessioni | Cessioni              | Cessioni     | Cessioni |
| R.       | Nome                  | da           | Modalità |
| -------- | --------------------- | ------------ | -------- |
| A        | Sinan Gümüş           | Antalyaspor  | gratuito |
| C        | Fatih Sanlitürk       | Ümraniyespor | gratuito |
| P        | Bartu Kulbilge        | Boluspor     | gratuito |
| A        | Allahyar Sayyadmanesh | Hull City    | prestito |
| C        | Muhammed Gümüşkaya    | Giresunspor  | prestito |
| C        | Max Meyer             | Midtjylland  | prestito |
| A        | Baris Sungur          | Kuşadasıspor | prestito |

## Risultati

### UEFA Europa League

#### Playoff
| Arbitro: | Benoît Bastien |

|               |           |  |
| Gümüşkaya 65’ | Marcatori |  |

| Arbitro: | Ivan Kružliak |

|                             |           |                                                             |
| Ro. Riski 27’ Ri. Riski 88’ | Marcatori | 11’, 14’, 52’ Valencia 90+2’ Şanlıtürk 90+4’ (aut.) Peltola |

#### Fase a gironi
| Arbitro: | Maurizio Mariani |

|             |           |          |
| Lammers 41’ | Marcatori | 10’ Özil |

| Arbitro: | Alejandro Hernández Hernández |

|  |           |                             |
|  | Marcatori | 6’ Soares 63’, 68’ Masouras |

| Arbitro: | Sergej Ivanov |

|                          |           |                        |
| Valencia 21’, 45’ (rig.) | Marcatori | 2’ Samatta 62’ Gerkens |

| Arbitro: | Irfan Peljto |

|  |           |                                 |
|  | Marcatori | 8’ Yandaş 16’ Meyer 29’ Berisha |

| Arbitro: | Antonio Mateu Lahoz |

|            |           |  |
| Soares 90’ | Marcatori |  |

| Arbitro: | Srđan Jovanović |

|             |           |         |
| Berisha 42’ | Marcatori | 29’ Sow |

### UEFA Europa Conference League

#### Fase ad eliminazione diretta
| Arbitro: | Maurizio Mariani |

|                         |           |                                 |
| Pelkas 58’ Kadıoğlu 83’ | Marcatori | 45’ Traoré 62’ Dorley 64’ Lingr |

| Arbitro: | Chris Kavanagh |

|                          |           |                        |
| Schranz 19’ Sor 27’, 63’ | Marcatori | 39’ Yandaş 90’ Berisha |